# كاميرون ميدوين
كاميرون ميدوين هو لاعب كرة قدم كندي في مركز الدفاع، ولد في 19 مارس 1982 في تورونتو في كندا. لعب مع Toronto Lynx ‏.